# Maurits Hendrik van Nassau-Hadamar
Maurits Hendrik van Nassau-Hadamar (Hadamar, 23 april 1626 – aldaar, 24 januari 1679) was van 1653 tot aan zijn dood vorst van Nassau-Hadamar. Hij behoorde tot het jongere huis Nassau-Hadamar.

## Levensloop
Maurits Hendrik was de derde, maar oudst overlevende zoon van vorst Johan Lodewijk van Nassau-Hadamar uit diens huwelijk met Ursula, dochter van graaf Simon VI van Lippe. Nadat zijn vader zich bekeerd had tot het katholicisme, kreeg hij een katholieke opvoeding. Ook was Maurits Hendrik een voorstander van de Contrareformatie.
In 1653 volgde hij zijn vader op als vorst van Nassau-Hadamar. Maurits Hendrik zette de door zijn vader gestarte uitbreiding van de stad Hadamar verder en zorgde voor de verdere ontwikkeling van de stad. Bovendien introduceerde hij een burgerlijke wetgeving, een openbare gezondheidsdienst en een dienst voor sociale voorzorg. Bovendien zette hij de bouw van het Sint-Elisabethziekenhuis in Hadamar verder. In 1663 was het ziekenhuis afgewerkt. Daarnaast liet hij tussen 1658 en 1666 de Sint-Egidiuskerk van Hadamar moderniseren en liet hij er een vorstelijke crypte plaatsen, als laatste rustplaats voor zijn familie. In 1675 was hij dan weer verantwoordelijk voor de bouw van de Kapel op de Herzenberg.
Maurits Hendrik van Nassau-Hadamar overleed in januari 1679 op 52-jarige leeftijd en werd bijgezet in de vorstelijke crypte van de Sint-Egidiuskerk in Hadamar. Zijn jongste kind werd zes maanden na zijn dood geboren.

## Huwelijken en nakomelingen
Maurits Hendrik was driemaal gehuwd. Op 30 januari 1650 huwde hij in Brussel met Ernestine Charlotte (1623-1668), dochter van graaf Johan VIII van Nassau-Siegen. Ze kregen zes kinderen:
- Ernestine Ludovica (1651-1661)
- Johan Lamoraal Herman Frans (1653-1654)
- Filips Karel (1656-1668)
- Frans Kaspar Otto (1657-1659)
- Claudia Francisca (1660-1680), huwde in 1677 met vorst Ferdinand August van Lobkowitz
- Maximiliaan August Adolf (1662-1663).

Zijn tweede echtgenote was Maria Leopoldina (1652-1675), dochter van vorst Johan Frans Desideratus van Nassau-Siegen en nicht van zijn eerste echtgenote. Ze huwden op 12 augustus 1669 in Siegen en kregen drie zonen:
- Leopold Frans Ignatius (1672-1675)
- Frans Alexander (1674-1711), vorst van Nassau-Hadamar
- Lotharius Hugo Lamorald August (1675)

Op 24 oktober 1675 huwde Maurits Hendrik in Hachenburg met zijn derde echtgenote Anna Ludovica (1654-1692), dochter van graaf Salentijn Ernst van Manderscheid-Blankenheim. Ze kregen vier kinderen:
- Damiaan Salomon Salentijn (1676)
- Willem Bernhard Lodewijk (1677)
- Hugo Ferdinand Leonor August (1678-1679)
- Albertina Johannetta Francisca Catharina (1679-1716), huwde in 1700 met vorst Lodewijk Otto van Salm